# Ritrovarsi (film 1942)
Ritrovarsi (The Palm Beach Story) è un film del 1942 scritto e diretto da Preston Sturges.

## Trama
Per non essere di peso al marito Tom, ingegnere e povero, la moglie Gerry decide di lasciarlo e parte per Palm Beach (Florida) dove ha intenzione di divorziare. Durante il viaggio viene corteggiata da un eccentrico miliardario John Hackensacker III. Arrivata a Palm Beach trova anche il marito Tom che però fa passare per suo fratello attirando così l'attenzione della Principessa Centimilla, sorella di John e momentaneamente accompagnata da Toto.

## Riconoscimenti
Nel 2000 l'American Film Institute l'ha inserito al 77º posto della classifica delle cento migliori commedie americane di tutti i tempi.